# Saad Samir
Saad Samir (arabe : سعد الدين سمير  prononcé : [sæʕd edˈdiːn sæˈmiːɾ]), né le 1er avril 1989 à Banha, est un footballeur international égyptien. Il joue au poste de défenseur central avec le club égyptien Cleopatra FC.

## Biographie
Saad Samir participe aux Jeux olympiques d'été de 2012 avec l'équipe d'Égypte.
Pendant la Coupe du monde 2018, il est renvoyé de l'équipe nationale égyptienne après un geste polémique.

## Palmarès
- Champion d'Égypte en 2010, 2014, 2016, 2017, 2018, 2019 et 2020 avec Al Ahly.
- Vainqueur de la Coupe d'Égypte en 2014, 2017 et 2020 avec Al Ahly.
- Vainqueur de la Supercoupe d'Égypte en 2012, 2014, 2017 et 2018 avec Al Ahly.
- Vainqueur de la Ligue des champions de la CAF en 2012, 2013, 2020 et 2021 avec Al Ahly.
- Vainqueur de la Coupe de la confédération en 2014 avec Al Ahly.
- Vainqueur de la Supercoupe d'Afrique en 2012 et 2013 avec Al Ahly.
- Troisième à la Coupe du monde des clubs 2020 avec Al Ahly.
- Égypte
  - Coupe d'Afrique des nations
    - Finaliste 2017